# Alpiner Skiweltcup 2015/16
Die Saison 2015/16 des von der FIS veranstalteten Alpinen Skiweltcups begann am 24. Oktober 2015 in Sölden und endete am 20. März 2016 anlässlich des Weltcupfinales in St. Moritz. Neu ist ein erstmals in der Weltcupgeschichte ausgetragener Parallelriesenslalom bei den Herren. Außerdem werden nach dreijähriger Unterbrechung wieder kleine Kristallkugeln in der Alpinen Kombination vergeben.
Bei den Herren waren 46 Rennen geplant (11 Abfahrten, 8 Super-G, 10 Riesenslaloms, 11 Slaloms, 3 Alpine Kombinationen, 2 City Events, 1 Parallelriesenslalom Event). Bei den Damen waren 42 Rennen vorgesehen (9 Abfahrten, 8 Super-G, 9 Riesenslaloms, 10 Slaloms, 4 Alpine Kombination, 2 City Events). Hinzu kam ein nur für die Nationenwertung zählender Mannschaftswettbewerb. Es entfielen jedoch bei Herren und Damen die City-Events zu Neujahr, zudem eine Kombination bei den Damen.

## Weltcupwertungen

### Gesamt
| Rang | Name                     | Punkte |
| ---- | ------------------------ | ------ |
| 01.  | Marcel Hirscher          | 1795   |
| 02.  | Henrik Kristoffersen     | 1298   |
| 03.  | Alexis Pinturault        | 1200   |
| 04.  | Kjetil Jansrud           | 1161   |
| 05.  | Aksel Lund Svindal       | 0916   |
| 06.  | Dominik Paris            | 0805   |
| 07.  | Aleksander Aamodt Kilde  | 0756   |
| 08.  | Felix Neureuther         | 0743   |
| 09.  | Carlo Janka              | 0737   |
| 10.  | Peter Fill               | 0736   |
| 11.  | Adrien Théaux            | 0714   |
| 12.  | Victor Muffat-Jeandet    | 0709   |
| 13.  | Beat Feuz                | 0596   |
| 14.  | Vincent Kriechmayr       | 0555   |
| 15.  | André Myhrer             | 0543   |
| 16.  | Hannes Reichelt          | 0485   |
| 17.  | Fritz Dopfer             | 0483   |
| 18.  | Romed Baumann            | 0451   |
| 19.  | Christof Innerhofer      | 0449   |
| 20.  | Steven Nyman             | 0440   |
| 21.  | Mathieu Faivre           | 0423   |
| 22.  | Andrew Weibrecht         | 0396   |
| 23.  | Thomas Fanara            | 0374   |
| 24.  | Boštjan Kline            | 0372   |
| 25.  | Travis Ganong            | 0370   |
| 26.  | Erik Guay                | 0364   |
| 27.  | Alexander Choroschilow   | 0358   |
| 28.  | Stefano Gross            | 0345   |
| 29.  | Guillermo Fayed          | 0339   |
| 30.  | Philipp Schörghofer      | 0332   |
| 31.  | Andreas Sander           | 0317   |
| 32.  | Manuel Feller            | 0306   |
| 33.  | Manfred Mölgg            | 0300   |
| 34.  | Marco Schwarz            | 0298   |
| 35.  | Julien Lizeroux          | 0272   |
| 36.  | Riccardo Tonetti         | 0269   |
| 37.  | Johan Clarey             | 0253   |
| 38.  | Ted Ligety               | 0248   |
| 38.  | Stefan Luitz             | 0248   |
| 40.  | Thomas Mermillod Blondin | 0246   |
| 41.  | Leif Kristian Haugen     | 0242   |
| 42.  | Patrick Thaler           | 0240   |
| 43.  | Max Franz                | 0237   |
| 44.  | Florian Eisath           | 0235   |
| 45.  | Sebastian Foss Solevåg   | 0234   |
| 46.  | Justin Murisier          | 0231   |
| 47.  | Valentin Giraud Moine    | 0224   |
| 48.  | Mattia Casse             | 0222   |
| 49.  | David Chodounsky         | 0210   |
| 50.  | Daniel Yule              | 0201   |
| 51.  | Mattias Hargin           | 0199   |
| 52.  | Marc Gisin               | 0197   |
| 53.  | Roberto Nani             | 0193   |
| 54.  | Manuel Osborne-Paradis   | 0191   |

| Rang | Name                  | Punkte |
| ---- | --------------------- | ------ |
| 55.  | Marc Digruber         | 179    |
| 56.  | David Poisson         | 173    |
| 57.  | Matthias Mayer        | 172    |
| 58.  | Otmar Striedinger     | 164    |
| 58.  | Massimiliano Blardone | 164    |
| 58.  | Marcus Sandell        | 164    |
| 61.  | Jean-Baptiste Grange  | 156    |
| 61.  | Giuliano Razzoli      | 156    |
| 63.  | Ralph Weber           | 154    |
| 63.  | Klaus Kröll           | 154    |
| 65.  | Blaise Giezendanner   | 138    |
| 66.  | Patrick Schweiger     | 132    |
| 67.  | Gino Caviezel         | 131    |
| 68.  | Klemen Kosi           | 129    |
| 69.  | Roland Leitinger      | 116    |
| 70.  | Dave Ryding           | 115    |
| 71.  | Dominik Stehle        | 113    |
| 72.  | Jonathan Nordbotten   | 111    |
| 73.  | Thomas Tumler         | 109    |
| 73.  | Jens Byggmark         | 109    |
| 75.  | Georg Streitberger    | 108    |
| 76.  | Tim Jitloff           | 105    |
| 77.  | Adam Žampa            | 100    |
| 78.  | Filip Zubčić          | 099    |
| 79.  | Žan Kranjec           | 091    |
| 80.  | Bryce Bennett         | 090    |
| 81.  | Benjamin Thomsen      | 088    |
| 82.  | Ramon Zenhäusern      | 084    |
| 83.  | Matteo Marsaglia      | 083    |
| 84.  | Michael Matt          | 081    |
| 85.  | Anton Lahdenperä      | 078    |
| 86.  | Christoph Nösig       | 076    |
| 87.  | Luca Aerni            | 075    |
| 88.  | Luca De Aliprandini   | 073    |
| 89.  | Giovanni Borsotti     | 071    |
| 90.  | Maxence Muzaton       | 070    |
| 91.  | Cyprien Richard       | 068    |
| 92.  | Dominik Schwaiger     | 064    |
| 93.  | Steve Missillier      | 062    |
| 93.  | Jared Goldberg        | 062    |
| 95.  | Natko Zrnčić-Dim      | 060    |
| 95.  | Josef Ferstl          | 060    |
| 95.  | Christian Hirschbühl  | 060    |
| 98.  | Robin Buffet          | 058    |
| 99.  | Kryštof Krýzl         | 057    |
| 99.  | Klaus Brandner        | 057    |
| 101. | Patrick Küng          | 056    |
| 102. | Trevor Philp          | 051    |
| 103. | Thomas Biesemeyer     | 037    |
| 104. | Loïc Meillard         | 036    |
| 104. | Marco Sullivan        | 036    |
| 104. | Ivica Kostelić        | 036    |
| 107. | Werner Heel           | 032    |
| 107. | Andrej Šporn          | 032    |

| Rang | Name                           | Punkte |
| ---- | ------------------------------ | ------ |
| 109. | Tommy Ford                     | 31     |
| 109. | Thomas Dreßen                  | 31     |
| 109. | Axel Bäck                      | 31     |
| 112. | Martin Čater                   | 30     |
| 113. | Nils Mani                      | 29     |
| 114. | Linus Straßer                  | 27     |
| 115. | Siegmar Klotz                  | 26     |
| 116. | Andrea Ballerin                | 25     |
| 117. | Benedikt Staubitzer            | 24     |
| 118. | Tim Kelley                     | 22     |
| 118. | Michael Ankeny                 | 22     |
| 118. | Brice Roger                    | 22     |
| 121. | Wiley Maple                    | 21     |
| 122. | Sandro Viletta                 | 19     |
| 122. | Niels Hintermann               | 19     |
| 122. | Andreas Romar                  | 19     |
| 125. | Naoki Yuasa                    | 17     |
| 125. | Marc Gisin                     | 17     |
| 127. | Rasmus Windingstad             | 16     |
| 127. | Matic Skube                    |        |
| 127. | Manuel Pleisch                 |        |
| 130. | Eemeli Pirinen                 | 14     |
| 130. | Reto Schmidiger                | 14     |
| 130. | Johannes Kröll                 | 14     |
| 133. | Reinfried Herbst               | 13     |
| 133. | Espen Lysdahl                  | 13     |
| 133. | Adrian Smiseth Sejersted       |        |
| 136. | Emanuele Buzzi                 | 11     |
| 136. | Axel William Patricksson       | 11     |
| 138. | Simon Maurberger               | 10     |
| 139. | Niklas Köck                    | 09     |
| 139. | Markus Larsson                 | 09     |
| 139. | Dalibor Šamšal                 | 09     |
| 142. | Maciej Bydliński               | 08     |
| 142. | Fernando Schmed                | 08     |
| 142. | Erik Read                      | 08     |
| 142. | Andreas Žampa                  | 08     |
| 146. | Broderick Thompson             | 07     |
| 147. | Urs Kryenbühl                  | 06     |
| 147. | Emil Johansson                 | 06     |
| 149. | Stefan Brennsteiner            | 05     |
| 149. | Samu Torsti                    | 05     |
| 149. | Phil Brown                     | 05     |
| 149. | Kristaps Zvejnieks             | 05     |
| 153. | Marc Rochat                    | 04     |
| 153. | Drew Duffy                     | 04     |
| 155. | Paolo Pangrazzi                | 03     |
| 155. | Henri Battilani                | 03     |
| 157. | Cyprien Sarrazin               | 02     |
| 157. | Cristian Javier Simari Birkner | 02     |
| 157. | Christian Walder               | 02     |
| 157. | Bjørnar Neteland               | 02     |
| 161. | Silvano Varettoni              | 01     |
| 161. | Elia Zurbriggen                | 01     |

| Rang | Name                    | Punkte |
| ---- | ----------------------- | ------ |
| 1.   | Lara Gut                | 1522   |
| 2.   | Lindsey Vonn            | 1235   |
| 3.   | Viktoria Rebensburg     | 1147   |
| 4.   | Tina Weirather          | 1016   |
| 5.   | Frida Hansdotter        | 0915   |
| 6.   | Wendy Holdener          | 0817   |
| 7.   | Cornelia Hütter         | 0811   |
| 8.   | Federica Brignone       | 0787   |
| 9.   | Nina Løseth             | 0665   |
| 10.  | Mikaela Shiffrin        | 0648   |
| 10.  | Fabienne Suter          | 0648   |
| 12.  | Eva-Maria Brem          | 0647   |
| 13.  | Veronika Velez-Zuzulová | 0626   |
| 14.  | Nadia Fanchini          | 0618   |
| 15.  | Michaela Kirchgasser    | 0616   |
| 16.  | Marie-Michèle Gagnon    | 0598   |
| 17.  | Kajsa Kling             | 0540   |
| 18.  | Laurenne Ross           | 0526   |
| 19.  | Maria Pietilä Holmner   | 0496   |
| 20.  | Šárka Strachová         | 0493   |
| 21.  | Johanna Schnarf         | 0466   |
| 22.  | Larisa Yurkiw           | 0465   |
| 23.  | Elena Curtoni           | 0455   |
| 24.  | Petra Vlhová            | 0407   |
| 25.  | Francesca Marsaglia     | 0400   |
| 26.  | Nastasia Noens          | 0382   |
| 27.  | Tessa Worley            | 0370   |
| 28.  | Elisabeth Görgl         | 0363   |
| 29.  | Corinne Suter           | 0356   |
| 30.  | Tamara Tippler          | 0330   |
| 31.  | Carmen Thalmann         | 0327   |
| 32.  | Anne-Sophie Barthet     | 0307   |
| 33.  | Ilka Štuhec             | 0303   |
| 34.  | Mirjam Puchner          | 0288   |
| 35.  | Ana Drev                | 0283   |
| 36.  | Ragnhild Mowinckel      | 0269   |
| 37.  | Stacey Cook             | 0254   |
| 38.  | Irene Curtoni           | 0248   |
| 38.  | Sofia Goggia            | 0248   |
| 40.  | Manuela Mölgg           | 0238   |
| 41.  | Taïna Barioz            | 0224   |
| 42.  | Margot Bailet           | 0220   |
| 43.  | Edit Miklós             | 0213   |
| 44.  | Michelle Gisin          | 207    |

| Rang | Name                    | Punkte |
| ---- | ----------------------- | ------ |
| 45.  | Marta Bassino           | 193    |
| 46.  | Stephanie Venier        | 190    |
| 47.  | Ramona Siebenhofer      | 189    |
| 48.  | Resi Stiegler           | 186    |
| 49.  | Nicole Schmidhofer      | 181    |
| 50.  | Denise Feierabend       | 180    |
| 51.  | Elena Fanchini          | 165    |
| 51.  | Romane Miradoli         | 165    |
| 53.  | Verena Stuffer          | 145    |
| 54.  | Erin Mielzynski         | 144    |
| 55.  | Adeline Baud-Mugnier    | 140    |
| 55.  | Stephanie Brunner       | 140    |
| 55.  | Bernadette Schild       | 140    |
| 58.  | Daniela Merighetti      | 138    |
| 59.  | Katharina Truppe        | 127    |
| 60.  | Maruša Ferk             | 121    |
| 60.  | Anna Swenn-Larsson      | 121    |
| 62.  | Lena Dürr               | 105    |
| 63.  | Emelie Wikström         | 102    |
| 64.  | Sara Hector             | 097    |
| 65.  | Christina Geiger        | 095    |
| 66.  | Alice McKennis          | 086    |
| 67.  | Marie-Pier Préfontaine  | 084    |
| 68.  | Chiara Costazza         | 082    |
| 68.  | Joana Hählen            | 082    |
| 70.  | Rahel Kopp              | 078    |
| 71.  | Julia Grünwald          | 072    |
| 72.  | Lotte Smiseth Sejersted | 068    |
| 73.  | Maren Wiesler           | 067    |
| 74.  | Jennifer Piot           | 066    |
| 75.  | Vanja Brodnik           | 065    |
| 76.  | Charlotte Chable        | 060    |
| 77.  | Ana Bucik               | 059    |
| 78.  | Emi Hasegawa            | 058    |
| 78.  | Jacqueline Wiles        | 058    |
| 80.  | Ricarda Haaser          | 057    |
| 81.  | Sabrina Maier           | 056    |
| 82.  | Coralie Frasse Sombet   | 054    |
| 83.  | Rosina Schneeberger     | 051    |
| 84.  | Simone Wild             | 049    |
| 85.  | Candace Crawford        | 046    |
| 86.  | Katharina Gallhuber     | 044    |
| 87.  | Anémone Marmottan       | 042    |

| Rang | Name                    | Punkte |
| ---- | ----------------------- | ------ |
| 88.  | Nathalie Eklund         | 41     |
| 89.  | Katarina Lavtar         | 40     |
| 90.  | Katharina Huber         | 38     |
| 91.  | Patrizia Dorsch         | 36     |
| 92.  | Maren Skjøld            | 34     |
| 93.  | Ester Ledecká           | 28     |
| 94.  | Priska Nufer            | 26     |
| 95.  | Nina Ortlieb            | 24     |
| 96.  | Tina Robnik             | 21     |
| 97.  | Elisabeth Willibald     | 16     |
| 98.  | Estelle Alphand         | 15     |
| 98.  | Nicol Delago            | 15     |
| 98.  | Valérie Grenier         | 15     |
| 98.  | Lisa-Maria Zeller       | 15     |
| 102. | Clara Direz             | 14     |
| 103. | Laurie Mougel           | 12     |
| 103. | Alex Tilley             |        |
| 105. | Alexandra Coletti       | 11     |
| 105. | Chiara Gmür             | 11     |
| 105. | Jasmina Suter           | 11     |
| 108. | Martina Dubovská        | 010    |
| 108. | Marie Massios           | 010    |
| 110. | Klára Křížová           | 09     |
| 111. | Xenija Alopina          | 08     |
| 111. | Lila Lapanja            | 08     |
| 111. | Mirena Küng             | 08     |
| 111. | Christine Scheyer       | 08     |
| 115. | Anouk Bessy             | 07     |
| 115. | Stefanie Moser          | 07     |
| 115. | Anastassija Romanowa    | 07     |
| 118. | Jessica Hilzinger       | 05     |
| 118. | Nevena Ignjatović       | 05     |
| 118. | Megan McJames           |        |
| 118. | Paula Moltzan           |        |
| 118. | Macarena Simari Birkner |        |
| 123. | Simona Hösl             | 05     |
| 123. | Elisabeth Reisinger     | 05     |
| 125. | Breezy Johnson          | 03     |
| 126. | Noémie Larrouy          | 02     |
| 126. | Kateřina Pauláthová     | 02     |
| 126. | Susanne Weinbuchner     | 02     |
| 129. | Dajana Dengscherz       | 01     |
| 129. | Anna Marno              | 01     |

### Abfahrt
| Rang | Athlet                  | Punkte |
| ---- | ----------------------- | ------ |
| 1    | Peter Fill              | 462    |
| 2    | Aksel Lund Svindal      | 436    |
| 3    | Dominik Paris           | 432    |
| 4    | Kjetil Jansrud          | 432    |
| 5    | Beat Feuz               | 414    |
| 6    | Steven Nyman            | 386    |
| 7    | Adrien Théaux           | 370    |
| 8    | Guillermo Fayed         | 323    |
| 9    | Carlo Janka             | 312    |
| 10   | Hannes Reichelt         | 296    |
| 11   | Travis Ganong           | 250    |
| 12   | Aleksander Aamodt Kilde | 247    |
| 13   | Erik Guay               | 247    |
| 14   | Christof Innerhofer     | 247    |
| 15   | Johan Clarey            | 235    |
| 16   | Romed Baumann           | 199    |
| 17   | Boštjan Kline           | 185    |
| 18   | Vincent Kriechmayr      | 182    |
| 19   | David Poisson           | 173    |
| 20   | Valentin Giraud Moine   | 171    |
| 21   | Manuel Osborne-Paradis  | 153    |
| 22   | Andrew Weibrecht        | 149    |
| 23   | Klaus Kröll             | 145    |
| 24   | Otmar Striedinger       | 138    |
| 25   | Andreas Sander          | 133    |

| Rang | Athletin            | Punkte |
| ---- | ------------------- | ------ |
| 1    | Lindsey Vonn        | 580    |
| 2    | Fabienne Suter      | 463    |
| 3    | Larisa Yurkiw       | 407    |
| 4    | Lara Gut            | 394    |
| 5    | Cornelia Hütter     | 387    |
| 6    | Nadia Fanchini      | 300    |
| 7    | Viktoria Rebensburg | 264    |
| 8    | Tina Weirather      | 244    |
| 9    | Corinne Suter       | 240    |
| 10   | Laurenne Ross       | 224    |
| 11   | Kajsa Kling         | 218    |
| 12   | Mirjam Puchner      | 210    |
| 13   | Elisabeth Görgl     | 209    |
| 14   | Edit Miklós         | 207    |
| 15   | Stacey Cook         | 189    |
| 16   | Elena Curtoni       | 188    |
| 17   | Johanna Schnarf     | 160    |
| 18   | Ramona Siebenhofer  | 127    |
| 19   | Margot Bailet       | 127    |
| 20   | Verena Stuffer      | 126    |
| 21   | Nicole Schmidhofer  | 113    |
| 22   | Daniela Merighetti  | 105    |
| 23   | Francesca Marsaglia | 102    |
| 24   | Elena Fanchini      | 98     |
| 25   | Ilka Štuhec         | 96     |

### Super-G
| Rang | Athlet                  | Punkte |
| ---- | ----------------------- | ------ |
| 1    | Aleksander Aamodt Kilde | 415    |
| 2    | Kjetil Jansrud          | 375    |
| 3    | Aksel Lund Svindal      | 310    |
| 4    | Vincent Kriechmayr      | 298    |
| 5    | Carlo Janka             | 259    |
| 6    | Marcel Hirscher         | 249    |
| 7    | Adrien Théaux           | 248    |
| 8    | Andrew Weibrecht        | 244    |
| 9    | Peter Fill              | 226    |
| 10   | Dominik Paris           | 212    |
| 11   | Christof Innerhofer     | 184    |
| 12   | Beat Feuz               | 182    |
| 13   | Hannes Reichelt         | 174    |
| 14   | Boštjan Kline           | 172    |
| 15   | Romed Baumann           | 164    |
| 16   | Andreas Sander          | 164    |
| 17   | Mattia Casse            | 157    |
| 18   | Matthias Mayer          | 130    |
| 19   | Travis Ganong           | 120    |
| 20   | Erik Guay               | 117    |
| 21   | Thomas Tumler           | 109    |
| 22   | Max Franz               | 105    |
| 23   | Ralph Weber             | 99     |
| 24   | Patrick Schweiger       | 91     |
| 25   | Ted Ligety              | 80     |

| Rang | Athletin            | Punkte |
| ---- | ------------------- | ------ |
| 1    | Lara Gut            | 481    |
| 2    | Tina Weirather      | 436    |
| 3    | Lindsey Vonn        | 420    |
| 4    | Cornelia Hütter     | 400    |
| 5    | Viktoria Rebensburg | 293    |
| 6    | Federica Brignone   | 276    |
| 7    | Tamara Tippler      | 254    |
| 8    | Laurenne Ross       | 250    |
| 9    | Johanna Schnarf     | 216    |
| 10   | Kajsa Kling         | 215    |
| 11   | Fabienne Suter      | 185    |
| 12   | Ilka Štuhec         | 183    |
| 13   | Nadia Fanchini      | 171    |
| 14   | Elisabeth Görgl     | 154    |
| 15   | Elena Curtoni       | 153    |
| 16   | Francesca Marsaglia | 145    |
| 17   | Stephanie Venier    | 132    |
| 18   | Romane Miradoli     | 116    |
| 19   | Corinne Suter       | 116    |
| 20   | Sofia Goggia        | 114    |
| 21   | Tessa Worley        | 101    |
| 22   | Ragnhild Mowinckel  | 82     |
| 23   | Nicole Schmidhofer  | 68     |
| 24   | Elena Fanchini      | 67     |
| 25   | Larisa Yurkiw       | 58     |

### Riesenslalom
| Rang | Athlet                | Punkte |
| ---- | --------------------- | ------ |
| 1    | Marcel Hirscher       | 766    |
| 2    | Alexis Pinturault     | 690    |
| 3    | Henrik Kristoffersen  | 487    |
| 4    | Mathieu Faivre        | 423    |
| 5    | Victor Muffat-Jeandet | 405    |
| 6    | Thomas Fanara         | 374    |
| 7    | Felix Neureuther      | 354    |
| 8    | Philipp Schörghofer   | 332    |
| 9    | Stefan Luitz          | 235    |
| 10   | Florian Eisath        | 235    |
| 11   | Roberto Nani          | 193    |
| 12   | Justin Murisier       | 191    |
| 13   | Manuel Feller         | 181    |
| 14   | Leif Kristian Haugen  | 181    |
| 15   | André Myhrer          | 176    |
| 16   | Massimiliano Blardone | 164    |
| 17   | Marcus Sandell        | 164    |
| 18   | Ted Ligety            | 157    |
| 19   | Riccardo Tonetti      | 151    |
| 20   | Kjetil Jansrud        | 149    |
| 21   | Fritz Dopfer          | 144    |
| 22   | Gino Caviezel         | 131    |
| 23   | Manfred Mölgg         | 129    |
| 24   | Roland Leitinger      | 116    |
| 25   | Tim Jitloff           | 105    |

| Rang | Athletin              | Punkte |
| ---- | --------------------- | ------ |
| 1    | Eva-Maria Brem        | 592    |
| 2    | Viktoria Rebensburg   | 590    |
| 3    | Lara Gut              | 472    |
| 4    | Federica Brignone     | 425    |
| 5    | Tina Weirather        | 321    |
| 6    | Nina Løseth           | 292    |
| 7    | Ana Drev              | 283    |
| 8    | Maria Pietilä Holmner | 204    |
| 9    | Frida Hansdotter      | 204    |
| 10   | Taïna Barioz          | 199    |
| 11   | Tessa Worley          | 188    |
| 12   | Michaela Kirchgasser  | 179    |
| 13   | Marta Bassino         | 178    |
| 14   | Marie-Michèle Gagnon  | 174    |
| 15   | Manuela Mölgg         | 170    |
| 16   | Nadia Fanchini        | 147    |
| 17   | Irene Curtoni         | 126    |
| 18   | Lindsey Vonn          | 120    |
| 19   | Adeline Baud-Mugnier  | 110    |
| 20   | Stephanie Brunner     | 104    |
| 21   | Mikaela Shiffrin      | 98     |
| 22   | Sofia Goggia          | 96     |
| 23   | Francesca Marsaglia   | 88     |
| 24   | Ragnhild Mowinckel    | 84     |
| 25   | Elena Curtoni         | 82     |

### Slalom
| Rang | Athlet                 | Punkte |
| ---- | ---------------------- | ------ |
| 1    | Henrik Kristoffersen   | 811    |
| 2    | Marcel Hirscher        | 780    |
| 3    | Felix Neureuther       | 389    |
| 4    | André Myhrer           | 367    |
| 5    | Alexander Choroschilow | 358    |
| 6    | Stefano Gross          | 345    |
| 7    | Fritz Dopfer           | 339    |
| 8    | Marco Schwarz          | 283    |
| 9    | Julien Lizeroux        | 272    |
| 10   | Patrick Thaler         | 240    |
| 11   | Sebastian Foss Solevåg | 234    |
| 12   | Alexis Pinturault      | 220    |
| 13   | Daniel Yule            | 201    |
| 14   | Mattias Hargin         | 199    |
| 15   | David Chodounsky       | 185    |
| 16   | Marc Digruber          | 179    |
| 17   | Manfred Mölgg          | 171    |
| 18   | Victor Muffat-Jeandet  | 162    |
| 19   | Giuliano Razzoli       | 156    |
| 20   | Jean-Baptiste Grange   | 156    |
| 21   | Manuel Feller          | 125    |
| 22   | Dave Ryding            | 115    |
| 23   | Dominik Stehle         | 113    |
| 24   | Jonathan Nordbotten    | 111    |
| 25   | Jens Byggmark          | 109    |

| Rang | Athletin                | Punkte |
| ---- | ----------------------- | ------ |
| 1    | Frida Hansdotter        | 711    |
| 2    | Veronika Velez-Zuzulová | 626    |
| 3    | Wendy Holdener          | 561    |
| 4    | Mikaela Shiffrin        | 500    |
| 5    | Šárka Strachová         | 493    |
| 6    | Petra Vlhová            | 389    |
| 7    | Nastasia Noens          | 382    |
| 8    | Nina Løseth             | 373    |
| 9    | Maria Pietilä Holmner   | 292    |
| 10   | Michaela Kirchgasser    | 280    |
| 11   | Marie-Michèle Gagnon    | 271    |
| 12   | Carmen Thalmann         | 264    |
| 13   | Resi Stiegler           | 186    |
| 14   | Michelle Gisin          | 165    |
| 15   | Anne-Sophie Barthet     | 161    |
| 16   | Bernadette Schild       | 140    |
| 17   | Erin Mielzynski         | 136    |
| 18   | Irene Curtoni           | 122    |
| 19   | Anna Swenn-Larsson      | 121    |
| 20   | Emelie Wikström         | 102    |
| 21   | Christina Geiger        | 95     |
| 22   | Lena Dürr               | 92     |
| 23   | Katharina Truppe        | 91     |
| 24   | Chiara Costazza         | 82     |
| 25   | Julia Grünwald          | 72     |

### Alpine Kombination
| Rang | Athlet                   | Punkte |
| ---- | ------------------------ | ------ |
| 1    | Alexis Pinturault        | 220    |
| 2    | Thomas Mermillod Blondin | 170    |
| 3    | Kjetil Jansrud           | 165    |
| 4    | Dominik Paris            | 161    |
| 5    | Victor Muffat-Jeandet    | 130    |
| 6    | Adrien Théaux            | 96     |
| 7    | Carlo Janka              | 90     |
| 8    | Romed Baumann            | 88     |
| 9    | Aksel Lund Svindal       | 80     |
| 10   | Vincent Kriechmayr       | 75     |
| 11   | Klemen Kosi              | 64     |
| 12   | Marc Gisin               | 60     |
| 13   | Adam Žampa               | 60     |
| 14   | Riccardo Tonetti         | 58     |
| 15   | Natko Zrnčić-Dim         | 49     |
| 16   | Bryce Bennett            | 48     |
| 17   | Peter Fill               | 48     |
| 18   | Aleksander Aamodt Kilde  | 48     |
| 19   | Justin Murisier          | 40     |
| 20   | Ivica Kostelić           | 36     |
| 21   | Jared Goldberg           | 33     |
| 22   | Valentin Giraud Moine    | 31     |
| 23   | Blaise Giezendanner      | 26     |
| 24   | Nils Mani                | 24     |
| 25   | Andreas Sander           | 20     |

| Rang | Athletin             | Punkte |
| ---- | -------------------- | ------ |
| 1    | Wendy Holdener       | 198    |
| 2    | Lara Gut             | 160    |
| 3    | Michaela Kirchgasser | 153    |
| 4    | Marie-Michèle Gagnon | 145    |
| 5    | Lindsey Vonn         | 100    |
| 6    | Anne-Sophie Barthet  | 100    |
| 7    | Johanna Schnarf      | 90     |
| 8    | Denise Feierabend    | 72     |
| 9    | Ragnhild Mowinckel   | 69     |
| 10   | Francesca Marsaglia  | 65     |
| 11   | Tessa Worley         | 62     |
| 12   | Rahel Kopp           | 61     |
| 13   | Margot Bailet        | 58     |
| 14   | Maruša Ferk          | 54     |
| 15   | Vanja Brodnik        | 53     |
| 16   | Laurenne Ross        | 52     |
| 17   | Federica Brignone    | 50     |
| 18   | Romane Miradoli      | 47     |
| 19   | Ricarda Haaser       | 44     |
| 20   | Kajsa Kling          | 44     |
| 21   | Michelle Gisin       | 42     |
| 22   | Stephanie Brunner    | 36     |
| 23   | Elena Curtoni        | 32     |
| 23   | Mikaela Shiffrin     | 32     |
| 25   | Mirjam Puchner       | 32     |

## Podestplatzierungen Herren

### Abfahrt
| Datum      | Ort                          | 1. Platz                | 2. Platz              | 3. Platz        | Rotes Trikot                  |
| ---------- | ---------------------------- | ----------------------- | --------------------- | --------------- | ----------------------------- |
| 28.11.2015 | Lake Louise (CAN)            | Aksel Lund Svindal      | Peter Fill            | Travis Ganong   | Aksel Lund Svindal            |
| 04.12.2015 | Beaver Creek (USA)           | Aksel Lund Svindal      | Kjetil Jansrud        | Guillermo Fayed | Aksel Lund Svindal            |
| 19.12.2015 | Gröden (ITA)                 | Aksel Lund Svindal      | Guillermo Fayed       | Kjetil Jansrud  | Aksel Lund Svindal            |
| 29.12.2015 | Santa Caterina (ITA)         | Adrien Théaux           | Hannes Reichelt       | David Poisson   | Aksel Lund Svindal            |
| 16.01.2016 | Wengen (SUI)                 | Aksel Lund Svindal      | Hannes Reichelt       | Klaus Kröll     | Aksel Lund Svindal            |
| 23.01.2016 | Kitzbühel (AUT)              | Peter Fill              | Beat Feuz             | Carlo Janka     | Aksel Lund Svindal            |
| 30.01.2016 | Garmisch-Partenkirchen (GER) | Aleksander Aamodt Kilde | Boštjan Kline         | Beat Feuz       | Aksel Lund Svindal            |
| 06.02.2016 | Jeongseon (KOR)              | Kjetil Jansrud          | Dominik Paris         | Steven Nyman    | Aksel Lund Svindal            |
| 20.02.2016 | Chamonix (FRA)               | Dominik Paris           | Steven Nyman          | Beat Feuz       | Aksel Lund Svindal            |
| 12.03.2016 | Kvitfjell (NOR)              | Dominik Paris           | Valentin Giraud Moine | Steven Nyman    | Peter Fill Aksel Lund Svindal |
| 16.03.2016 | St. Moritz (SUI)             | Beat Feuz               | Steven Nyman          | Erik Guay       | Peter Fill                    |

### Super-G
| Datum      | Ort                | 1. Platz                | 2. Platz                               | 3. Platz                | Rotes Trikot            |
| ---------- | ------------------ | ----------------------- | -------------------------------------- | ----------------------- | ----------------------- |
| 29.11.2015 | Lake Louise (CAN)  | Aksel Lund Svindal      | Matthias Mayer                         | Peter Fill              | Aksel Lund Svindal      |
| 05.12.2015 | Beaver Creek (USA) | Marcel Hirscher         | Ted Ligety                             | Andrew Weibrecht        | Aksel Lund Svindal      |
| 18.12.2015 | Gröden (ITA)       | Aksel Lund Svindal      | Kjetil Jansrud                         | Aleksander Aamodt Kilde | Aksel Lund Svindal      |
| 22.01.2016 | Kitzbühel (AUT)    | Aksel Lund Svindal      | Andrew Weibrecht                       | Hannes Reichelt         | Aksel Lund Svindal      |
| 07.02.2016 | Jeongseon (KOR)    | Carlo Janka             | Christof Innerhofer                    | Vincent Kriechmayr      | Aksel Lund Svindal      |
| 27.02.2016 | Hinterstoder (AUT) | Aleksander Aamodt Kilde | Boštjan Kline                          | Marcel Hirscher         | Aksel Lund Svindal      |
| 13.03.2016 | Kvitfjell (NOR)    | Kjetil Jansrud          | Vincent Kriechmayr                     | Dominik Paris           | Aleksander Aamodt Kilde |
| 17.03.2016 | St. Moritz (SUI)   | Beat Feuz               | Aleksander Aamodt Kilde Kjetil Jansrud |                         | Aleksander Aamodt Kilde |

### Riesenslalom
| Datum      | Ort                          | Disziplin            | 1. Platz                                                                              | 2. Platz                                                                              | 3. Platz                                                                              | Rotes Trikot    |
| ---------- | ---------------------------- | -------------------- | ------------------------------------------------------------------------------------- | ------------------------------------------------------------------------------------- | ------------------------------------------------------------------------------------- | --------------- |
| 25.10.2015 | Sölden (AUT)                 | Riesenslalom         | Ted Ligety                                                                            | Thomas Fanara                                                                         | Marcel Hirscher                                                                       | Ted Ligety      |
| 06.12.2015 | Beaver Creek (USA)           | Riesenslalom         | Marcel Hirscher                                                                       | Victor Muffat-Jeandet                                                                 | Henrik Kristoffersen                                                                  | Marcel Hirscher |
| 12.12.2015 | Val-d’Isère (FRA)            | Riesenslalom         | Marcel Hirscher                                                                       | Felix Neureuther                                                                      | Victor Muffat-Jeandet                                                                 | Marcel Hirscher |
| 20.12.2015 | Alta Badia (ITA)             | Riesenslalom         | Marcel Hirscher                                                                       | Henrik Kristoffersen                                                                  | Victor Muffat-Jeandet                                                                 | Marcel Hirscher |
| 21.12.2015 | Alta Badia (ITA)             | Parallelriesenslalom | Kjetil Jansrud                                                                        | Aksel Lund Svindal                                                                    | André Myhrer                                                                          | Marcel Hirscher |
| 09.01.2016 | Adelboden (SUI)              | Riesenslalom         | Rennen wegen schlechten Wetters abgesagt, Ersatzrennen am 26. Februar in Hinterstoder | Rennen wegen schlechten Wetters abgesagt, Ersatzrennen am 26. Februar in Hinterstoder | Rennen wegen schlechten Wetters abgesagt, Ersatzrennen am 26. Februar in Hinterstoder | Marcel Hirscher |
| 31.01.2016 | Garmisch-Partenkirchen (GER) | Riesenslalom         | Rennen wegen schlechten Wetters abgesagt, Ersatzrennen am 4. März in Kranjska Gora.   | Rennen wegen schlechten Wetters abgesagt, Ersatzrennen am 4. März in Kranjska Gora.   | Rennen wegen schlechten Wetters abgesagt, Ersatzrennen am 4. März in Kranjska Gora.   | Marcel Hirscher |
| 13.02.2016 | Yuzawa Naeba (JPN)           | Riesenslalom         | Alexis Pinturault                                                                     | Mathieu Faivre                                                                        | Massimiliano Blardone                                                                 | Marcel Hirscher |
| 26.02.2016 | Hinterstoder (AUT)           | Riesenslalom         | Alexis Pinturault                                                                     | Marcel Hirscher                                                                       | Thomas Fanara                                                                         | Marcel Hirscher |
| 28.02.2016 | Hinterstoder (AUT)           | Riesenslalom         | Alexis Pinturault                                                                     | Marcel Hirscher                                                                       | Henrik Kristoffersen                                                                  | Marcel Hirscher |
| 04.03.2016 | Kranjska Gora (SLO)          | Riesenslalom         | Alexis Pinturault                                                                     | Philipp Schörghofer                                                                   | Marcel Hirscher                                                                       | Marcel Hirscher |
| 05.03.2016 | Kranjska Gora (SLO)          | Riesenslalom         | Marcel Hirscher                                                                       | Alexis Pinturault                                                                     | Henrik Kristoffersen                                                                  | Marcel Hirscher |
| 19.03.2016 | St. Moritz (SUI)             | Riesenslalom         | Thomas Fanara                                                                         | Alexis Pinturault                                                                     | Mathieu Faivre                                                                        | Marcel Hirscher |

### Slalom
| Datum      | Ort                        | Disziplin  | 1. Platz                                                                          | 2. Platz                                                                          | 3. Platz                                                                          | Rotes Trikot         |
| ---------- | -------------------------- | ---------- | --------------------------------------------------------------------------------- | --------------------------------------------------------------------------------- | --------------------------------------------------------------------------------- | -------------------- |
| 15.11.2015 | Levi (FIN)                 | Slalom     | Rennen wegen Schneemangels abgesagt und ersatzlos gestrichen.                     | Rennen wegen Schneemangels abgesagt und ersatzlos gestrichen.                     | Rennen wegen Schneemangels abgesagt und ersatzlos gestrichen.                     |                      |
| 13.12.2015 | Val-d’Isère (FRA)          | Slalom     | Henrik Kristoffersen                                                              | Marcel Hirscher                                                                   | Felix Neureuther                                                                  | Henrik Kristoffersen |
| 22.12.2015 | Madonna di Campiglio (ITA) | Slalom     | Henrik Kristoffersen                                                              | Marcel Hirscher                                                                   | Marco Schwarz                                                                     | Henrik Kristoffersen |
| 01.01.2016 | München (GER)              | City Event | Ersatzlos gestrichen                                                              | Ersatzlos gestrichen                                                              | Ersatzlos gestrichen                                                              | Henrik Kristoffersen |
| 06.01.2016 | Zagreb (CRO)               | Slalom     | Rennen wegen Schneemangels abgesagt, Ersatzrennen am 6. Januar in Santa Caterina. | Rennen wegen Schneemangels abgesagt, Ersatzrennen am 6. Januar in Santa Caterina. | Rennen wegen Schneemangels abgesagt, Ersatzrennen am 6. Januar in Santa Caterina. | Henrik Kristoffersen |
| 06.01.2016 | Santa Caterina (ITA)       | Slalom     | Marcel Hirscher                                                                   | Henrik Kristoffersen                                                              | Alexander Choroschilow                                                            | Henrik Kristoffersen |
| 10.01.2016 | Adelboden (SUI)            | Slalom     | Henrik Kristoffersen                                                              | Marcel Hirscher                                                                   | Alexander Choroschilow                                                            | Henrik Kristoffersen |
| 17.01.2016 | Wengen (SUI)               | Slalom     | Henrik Kristoffersen                                                              | Giuliano Razzoli                                                                  | Stefano Gross                                                                     | Henrik Kristoffersen |
| 24.01.2016 | Kitzbühel (AUT)            | Slalom     | Henrik Kristoffersen                                                              | Marcel Hirscher                                                                   | Fritz Dopfer                                                                      | Henrik Kristoffersen |
| 26.01.2016 | Schladming (AUT)           | Slalom     | Henrik Kristoffersen                                                              | Marcel Hirscher                                                                   | Alexander Choroschilow                                                            | Henrik Kristoffersen |
| 14.02.2016 | Yuzawa Naeba (JPN)         | Slalom     | Felix Neureuther                                                                  | André Myhrer                                                                      | Marco Schwarz                                                                     | Henrik Kristoffersen |
| 23.02.2016 | Stockholm (SWE)            | City Event | Marcel Hirscher                                                                   | André Myhrer                                                                      | Stefano Gross                                                                     | Henrik Kristoffersen |
| 06.03.2016 | Kranjska Gora (SLO)        | Slalom     | Marcel Hirscher                                                                   | Henrik Kristoffersen                                                              | Stefano Gross                                                                     | Henrik Kristoffersen |
| 20.03.2016 | St. Moritz (SUI)           | Slalom     | André Myhrer                                                                      | Marcel Hirscher                                                                   | Sebastian Foss Solevåg                                                            | Henrik Kristoffersen |

### Alpine Kombination
| Datum      | Ort             | 1. Platz          | 2. Platz              | 3. Platz                 | Rotes Trikot                     |
| ---------- | --------------- | ----------------- | --------------------- | ------------------------ | -------------------------------- |
| 15.01.2016 | Wengen (SUI)    | Kjetil Jansrud    | Aksel Lund Svindal    | Adrien Théaux            | Kjetil Jansrud                   |
| 22.01.2016 | Kitzbühel (AUT) | Alexis Pinturault | Victor Muffat-Jeandet | Thomas Mermillod Blondin | Kjetil Jansrud Alexis Pinturault |
| 19.02.2016 | Chamonix (FRA)  | Alexis Pinturault | Dominik Paris         | Thomas Mermillod Blondin | Alexis Pinturault                |

### Gesamtweltcupführende
| Name               | Von        | Ort                        | Disziplin            | Bis          | Ort                        | Disziplin            | Anzahl Rennen |
| ------------------ | ---------- | -------------------------- | -------------------- | ------------ | -------------------------- | -------------------- | ------------- |
| Ted Ligety         | 25.10.2015 | Sölden (AUT)               | Riesenslalom         | 28.11.2015   | Lake Louise (CAN)          | Abfahrt              | 1             |
| Aksel Lund Svindal | 28.11.2015 | Lake Louise (CAN)          | Abfahrt              | 12.12.2015   | Val-d’Isère (FRA)          | Riesenslalom         | 5             |
| Marcel Hirscher    | 12.12.2015 | Val-d’Isère (FRA)          | Riesenslalom         | 19.12.2015   | Gröden (ITA)               | Abfahrt              | 3             |
| Aksel Lund Svindal | 19.12.2015 | Gröden (ITA)               | Abfahrt              | 20.12.2015   | Alta Badia (ITA)           | Riesenslalom         | 1             |
| Marcel Hirscher    | 20.12.2015 | Alta Badia (ITA)           | Riesenslalom         | 21.12.2015   | Alta Badia (ITA)           | Parallelriesenslalom | 1             |
| Aksel Lund Svindal | 21.12.2015 | Alta Badia (ITA)           | Parallelriesenslalom | 22.12.2015   | Madonna di Campiglio (ITA) | Slalom               | 1             |
| Marcel Hirscher    | 22.12.2015 | Madonna di Campiglio (ITA) | Slalom               | 29.12.2015   | Santa Caterina (ITA)       | Abfahrt              | 1             |
| Aksel Lund Svindal | 29.12.2015 | Santa Caterina (ITA)       | Abfahrt              | 06.01.2016   | Santa Caterina (ITA)       | Slalom               | 1             |
| Marcel Hirscher    | 06.01.2016 | Santa Caterina (ITA)       | Slalom               | 16.01.2016   | Wengen (SUI)               | Abfahrt              | 3             |
| Aksel Lund Svindal | 16.01.2016 | Wengen (SUI)               | Abfahrt              | 26.01.2016   | Schladming (AUT)           | Slalom               | 6             |
| Marcel Hirscher    | 26.01.2016 | Schladming (AUT)           | Slalom               | Gesamtsieger | Gesamtsieger               | Gesamtsieger         | 21            |

## Podestplatzierungen Damen

### Abfahrt
| Datum      | Ort                          | 1. Platz                                                                        | 2. Platz                                                                        | 3. Platz                                                                        | Rotes Trikot                |
| ---------- | ---------------------------- | ------------------------------------------------------------------------------- | ------------------------------------------------------------------------------- | ------------------------------------------------------------------------------- | --------------------------- |
| 04.12.2015 | Lake Louise (CAN)            | Lindsey Vonn                                                                    | Cornelia Hütter                                                                 | Ramona Siebenhofer                                                              | Lindsey Vonn                |
| 05.12.2015 | Lake Louise (CAN)            | Lindsey Vonn                                                                    | Fabienne Suter                                                                  | Cornelia Hütter                                                                 | Lindsey Vonn                |
| 19.12.2015 | Val-d’Isère (FRA)            | Lara Gut                                                                        | Fabienne Suter                                                                  | Larisa Yurkiw                                                                   | Fabienne Suter Lindsey Vonn |
| 09.01.2016 | St. Anton (AUT)              | Wegen Schneemangels abgesagt, Ersatzrennen am 9. Januar 2016 in Zauchensee.     | Wegen Schneemangels abgesagt, Ersatzrennen am 9. Januar 2016 in Zauchensee.     | Wegen Schneemangels abgesagt, Ersatzrennen am 9. Januar 2016 in Zauchensee.     | Fabienne Suter Lindsey Vonn |
| 09.01.2016 | Zauchensee (AUT) *           | Lindsey Vonn                                                                    | Larisa Yurkiw                                                                   | Cornelia Hütter                                                                 | Lindsey Vonn                |
| 23.01.2016 | Cortina d’Ampezzo (ITA)      | Lindsey Vonn                                                                    | Larisa Yurkiw                                                                   | Lara Gut                                                                        | Lindsey Vonn                |
| 06.02.2016 | Garmisch-Partenkirchen (GER) | Lindsey Vonn                                                                    | Fabienne Suter                                                                  | Viktoria Rebensburg                                                             | Lindsey Vonn                |
| 13.02.2016 | Crans-Montana (SUI)          | Wegen starken Schneefalls in der Vornacht auf den 14. Februar 2016 verschoben.  | Wegen starken Schneefalls in der Vornacht auf den 14. Februar 2016 verschoben.  | Wegen starken Schneefalls in der Vornacht auf den 14. Februar 2016 verschoben.  | Lindsey Vonn                |
| 14.02.2016 | Crans-Montana (SUI)          | Wegen zu weicher Piste abgesagt, Ersatzrennen am 19. Februar 2016 in La Thuile. | Wegen zu weicher Piste abgesagt, Ersatzrennen am 19. Februar 2016 in La Thuile. | Wegen zu weicher Piste abgesagt, Ersatzrennen am 19. Februar 2016 in La Thuile. | Lindsey Vonn                |
| 19.02.2016 | La Thuile (ITA)              | Lara Gut                                                                        | Cornelia Hütter                                                                 | Nadia Fanchini                                                                  | Lindsey Vonn                |
| 20.02.2016 | La Thuile (ITA)              | Nadia Fanchini                                                                  | Lindsey Vonn                                                                    | Daniela Merighetti                                                              | Lindsey Vonn                |
| 16.03.2016 | St. Moritz (SUI)             | Mirjam Puchner                                                                  | Fabienne Suter                                                                  | Elena Curtoni                                                                   | Lindsey Vonn                |

### Super-G
| Datum      | Ort                          | 1. Platz                                                                     | 2. Platz                                                                     | 3. Platz                                                                     | Rotes Trikot |
| ---------- | ---------------------------- | ---------------------------------------------------------------------------- | ---------------------------------------------------------------------------- | ---------------------------------------------------------------------------- | ------------ |
| 06.12.2015 | Lake Louise (CAN)            | Lindsey Vonn                                                                 | Tamara Tippler                                                               | Cornelia Hütter                                                              | Lindsey Vonn |
| 10.01.2016 | St. Anton (AUT)              | Wegen Schneemangels abgesagt, Ersatzrennen am 10. Januar 2016 in Zauchensee. | Wegen Schneemangels abgesagt, Ersatzrennen am 10. Januar 2016 in Zauchensee. | Wegen Schneemangels abgesagt, Ersatzrennen am 10. Januar 2016 in Zauchensee. | Lindsey Vonn |
| 10.01.2016 | Zauchensee (AUT)             | Lindsey Vonn                                                                 | Lara Gut                                                                     | Cornelia Hütter                                                              | Lindsey Vonn |
| 24.01.2016 | Cortina d’Ampezzo (ITA)      | Lindsey Vonn                                                                 | Tina Weirather                                                               | Viktoria Rebensburg                                                          | Lindsey Vonn |
| 07.02.2016 | Garmisch-Partenkirchen (GER) | Lara Gut                                                                     | Viktoria Rebensburg                                                          | Lindsey Vonn                                                                 | Lindsey Vonn |
| 21.02.2016 | La Thuile (ITA)              | Tina Weirather                                                               | Lara Gut                                                                     | Lindsey Vonn                                                                 | Lindsey Vonn |
| 27.02.2016 | Soldeu (AND)                 | Federica Brignone                                                            | Laurenne Ross                                                                | Tamara Tippler                                                               | Lindsey Vonn |
| 12.03.2016 | Lenzerheide (SUI)            | Cornelia Hütter                                                              | Fabienne Suter                                                               | Tamara Tippler                                                               | Lindsey Vonn |
| 17.03.2016 | St. Moritz (SUI)             | Tina Weirather                                                               | Lara Gut                                                                     | Cornelia Hütter                                                              | Lara Gut     |

### Riesenslalom
| Datum      | Ort                | 1. Platz                                                                         | 2. Platz                                                                         | 3. Platz                                                                         | Rotes Trikot      |
| ---------- | ------------------ | -------------------------------------------------------------------------------- | -------------------------------------------------------------------------------- | -------------------------------------------------------------------------------- | ----------------- |
| 24.10.2015 | Sölden (AUT)       | Federica Brignone                                                                | Mikaela Shiffrin                                                                 | Tina Weirather                                                                   | Federica Brignone |
| 27.11.2015 | Aspen (USA)        | Lara Gut                                                                         | Eva-Maria Brem                                                                   | Federica Brignone                                                                | Federica Brignone |
| 12.12.2015 | Åre (SWE)          | Lindsey Vonn                                                                     | Eva-Maria Brem                                                                   | Federica Brignone                                                                | Federica Brignone |
| 20.12.2015 | Courchevel (FRA)   | Eva-Maria Brem                                                                   | Lara Gut Nina Løseth                                                             |                                                                                  | Eva-Maria Brem    |
| 28.12.2015 | Lienz (AUT)        | Lara Gut                                                                         | Tina Weirather                                                                   | Viktoria Rebensburg                                                              | Lara Gut          |
| 16.01.2016 | Ofterschwang (GER) | Rennen wegen Schneemangels abgesagt, Ersatzrennen am 17. Januar 2016 in Flachau. | Rennen wegen Schneemangels abgesagt, Ersatzrennen am 17. Januar 2016 in Flachau. | Rennen wegen Schneemangels abgesagt, Ersatzrennen am 17. Januar 2016 in Flachau. | Lara Gut          |
| 17.01.2016 | Flachau (AUT)      | Viktoria Rebensburg                                                              | Ana Drev                                                                         | Federica Brignone                                                                | Eva-Maria Brem    |
| 30.01.2016 | Maribor (SLO)      | Viktoria Rebensburg                                                              | Ana Drev                                                                         | Tina Weirather                                                                   | Eva-Maria Brem    |
| 05.03.2016 | Jasná (SVK)        | Wegen starken Windes auf den 7. März 2016 verschoben.                            | Wegen starken Windes auf den 7. März 2016 verschoben.                            | Wegen starken Windes auf den 7. März 2016 verschoben.                            | Eva-Maria Brem    |
| 07.03.2016 | Jasná (SVK)        | Eva-Maria Brem                                                                   | Viktoria Rebensburg                                                              | Federica Brignone                                                                | Eva-Maria Brem    |
| 20.03.2016 | St. Moritz (SUI)   | Viktoria Rebensburg                                                              | Taïna Barioz                                                                     | Lara Gut                                                                         | Eva-Maria Brem    |

### Slalom
| Datum      | Ort                  | Disziplin  | 1. Platz | 2. Platz | 3. Platz | Rotes Trikot     |
| ---------- | -------------------- | ---------- | --- | --- | --- | ---------------- |
| 14.11.2015 | Levi (FIN)           | Slalom     | Wegen Schneemangels abgesagt, Ersatzrennen am 28. November 2015 in Aspen.                                                                     | Wegen Schneemangels abgesagt, Ersatzrennen am 28. November 2015 in Aspen.                                                                     | Wegen Schneemangels abgesagt, Ersatzrennen am 28. November 2015 in Aspen.                                                                     |                  |
| 28.11.2015 | Aspen (USA)          | Slalom     | Mikaela Shiffrin | Veronika Velez-Zuzulová | Frida Hansdotter | Mikaela Shiffrin |
| 29.11.2015 | Aspen (USA)          | Slalom     | Mikaela Shiffrin | Frida Hansdotter | Šárka Strachová | Mikaela Shiffrin |
| 13.12.2015 | Åre (SWE)            | Slalom     | Petra Vlhová | Frida Hansdotter | Nina Løseth | Frida Hansdotter |
| 29.12.2015 | Lienz (AUT)          | Slalom     | Frida Hansdotter | Wendy Holdener | Petra Vlhová | Frida Hansdotter |
| 01.01.2016 | München (GER)        | City Event | Ersatzlos gestrichen | Ersatzlos gestrichen | Ersatzlos gestrichen | Frida Hansdotter |
| 05.01.2016 | Zagreb (CRO)         | Slalom     | Rennen wegen Schneemangels abgesagt, Ersatzrennen am 5. Januar in Santa Caterina.                                                             | Rennen wegen Schneemangels abgesagt, Ersatzrennen am 5. Januar in Santa Caterina.                                                             | Rennen wegen Schneemangels abgesagt, Ersatzrennen am 5. Januar in Santa Caterina.                                                             | Frida Hansdotter |
| 05.01.2016 | Santa Caterina (ITA) | Slalom     | Nina Løseth | Šárka Strachová | Veronika Velez-Zuzulová | Frida Hansdotter |
| 12.01.2016 | Flachau (AUT)        | Slalom     | Veronika Velez-Zuzulová | Šárka Strachová | Frida Hansdotter | Frida Hansdotter |
| 17.01.2016 | Ofterschwang (GER)   | Slalom     | Rennen wegen Schneemangels abgesagt, Ersatzrennen am 15. Januar 2016 in Flachau.                                                              | Rennen wegen Schneemangels abgesagt, Ersatzrennen am 15. Januar 2016 in Flachau.                                                              | Rennen wegen Schneemangels abgesagt, Ersatzrennen am 15. Januar 2016 in Flachau.                                                              | Frida Hansdotter |
| 15.01.2016 | Flachau (AUT)        | Slalom     | Veronika Velez-Zuzulová | Frida Hansdotter | Petra Vlhová | Frida Hansdotter |
| 31.01.2016 | Maribor (SLO)        | Slalom     | Rennen wegen warmen Wetters und schlechten Pistenverhältnissen nach 25 Fahrerinnen abgebrochen, Ersatzrennen am 15. Februar in Crans-Montana. | Rennen wegen warmen Wetters und schlechten Pistenverhältnissen nach 25 Fahrerinnen abgebrochen, Ersatzrennen am 15. Februar in Crans-Montana. | Rennen wegen warmen Wetters und schlechten Pistenverhältnissen nach 25 Fahrerinnen abgebrochen, Ersatzrennen am 15. Februar in Crans-Montana. | Frida Hansdotter |
| 15.02.2016 | Crans-Montana (SUI)  | Slalom     | Mikaela Shiffrin | Nastasia Noens | Marie-Michèle Gagnon | Frida Hansdotter |
| 23.02.2016 | Stockholm (SWE)      | City Event | Wendy Holdener | Frida Hansdotter | Maria Pietilä Holmner | Frida Hansdotter |
| 06.03.2016 | Jasná (SVK)          | Slalom     | Mikaela Shiffrin | Wendy Holdener | Veronika Velez-Zuzulová | Frida Hansdotter |
| 19.03.2016 | St. Moritz (SUI)     | Slalom     | Mikaela Shiffrin | Veronika Velez-Zuzulová | Frida Hansdotter | Frida Hansdotter |

### Alpine Kombination
| Datum      | Ort                 | 1. Platz                                                              | 2. Platz                                                              | 3. Platz                                                              | Rotes Trikot                               |
| ---------- | ------------------- | --------------------------------------------------------------------- | --------------------------------------------------------------------- | --------------------------------------------------------------------- | ------------------------------------------ |
| 18.12.2015 | Val-d’Isère (FRA)   | Lara Gut                                                              | Lindsey Vonn                                                          | Michaela Kirchgasser                                                  | Lara Gut                                   |
| 14.02.2016 | Crans-Montana (SUI) | Wegen der Verschiebung der Abfahrt abgesagt und ersatzlos gestrichen. | Wegen der Verschiebung der Abfahrt abgesagt und ersatzlos gestrichen. | Wegen der Verschiebung der Abfahrt abgesagt und ersatzlos gestrichen. | Lara Gut                                   |
| 28.02.2016 | Soldeu (AND)        | Marie-Michèle Gagnon                                                  | Wendy Holdener                                                        | Anne-Sophie Barthet                                                   | Marie-Michèle Gagnon Lara Gut Lindsey Vonn |
| 13.03.2016 | Lenzerheide (SUI)   | Wendy Holdener                                                        | Michaela Kirchgasser                                                  | Lara Gut                                                              | Wendy Holdener                             |

### Gesamtweltcupführende
| Name              | Von        | Ort                     | Disziplin    | Bis            | Ort                     | Disziplin      | Anzahl Rennen |
| ----------------- | ---------- | ----------------------- | ------------ | -------------- | ----------------------- | -------------- | ------------- |
| Federica Brignone | 24.10.2015 | Sölden (AUT)            | Riesenslalom | 28.11.2015     | Aspen (USA)             | Slalom         | 2             |
| Mikaela Shiffrin  | 28.11.2015 | Aspen (USA)             | Slalom       | 06.12.2015     | Lake Louise (CAN)       | Super-G        | 4             |
| Lindsey Vonn      | 06.12.2015 | Lake Louise (CAN)       | Super-G      | 20.12.2015     | Courchevel (FRA)        | Riesenslalom   | 5             |
| Lara Gut          | 20.12.2015 | Courchevel (FRA)        | Riesenslalom | 24.01.2016     | Cortina d’Ampezzo (ITA) | Super-G        | 10            |
| Lindsey Vonn      | 24.01.2016 | Cortina d’Ampezzo (ITA) | Super-G      | 19.02.2016     | La Thuile (ITA)         | Abfahrt        | 5             |
| Lara Gut          | 19.02.2016 | La Thuile (ITA)         | Abfahrt      | 20.02.2016     | La Thuile (ITA)         | Abfahrt        | 1             |
| Lindsey Vonn      | 20.02.2016 | La Thuile (ITA)         | Abfahrt      | 05.03.2016     | Jasná (SVK)             | Riesenslalom   | 6             |
| Lara Gut          | 05.03.2016 | Jasná (SVK)             | Riesenslalom | Gesamtsiegerin | Gesamtsiegerin          | Gesamtsiegerin | 7             |

## Mannschaftswettbewerb
| Datum      | Ort              | 1. Platz                                                                                          | 2. Platz                                                                                                  | 3. Platz |
| ---------- | ---------------- | ------------------------------------------------------------------------------------------------- | --- | --- |
| 18.03.2016 | St. Moritz (SUI) | SchweizCharlotte Chable Michelle Gisin Wendy Holdener Justin Murisier Reto Schmidiger Daniel Yule | DeutschlandLena Dürr Christina Geiger Katrin Hirtl-Stanggaßinger Fritz Dopfer Stefan Luitz Dominik Stehle | SchwedenFrida Hansdotter Maria Pietilä Holmner Anna Swenn-Larsson Jens Byggmark Mattias Hargin André Myhrer |

## Nationencup
| Rang | Land                   | Punkte |
| ---- | ---------------------- | ------ |
| 1    | Österreich             | 10.591 |
| 2    | Italien                | 8.770  |
| 3    | Frankreich             | 7.733  |
| 4    | Schweiz                | 7.195  |
| 5    | Norwegen               | 5.929  |
| 6    | Vereinigte Staaten     | 5.231  |
| 7    | Deutschland            | 3.966  |
| 8    | Schweden               | 3.527  |
| 9    | Kanada                 | 2.126  |
| 10   | Slowenien              | 1.622  |
| 11   | Slowakei               | 1.141  |
| 12   | Liechtenstein          | 1.016  |
| 13   | Tschechien             | 659    |
| 14   | Russland               | 373    |
| 15   | Ungarn                 | 222    |
| 16   | Finnland               | 202    |
| 17   | Kroatien               | 195    |
| 18   | Vereinigtes Königreich | 111    |
| 19   | Japan                  | 75     |
| 20   | Monaco                 | 11     |
| 21   | Polen                  | 8      |
| 21   | Argentinien            | 8      |
| 23   | Serbien                | 6      |
| 24   | Lettland               | 5      |

| Rang | Land                   | Punkte |
| ---- | ---------------------- | ------ |
| 1    | Österreich             | 5.804  |
| 2    | Frankreich             | 5.603  |
| 3    | Norwegen               | 4.833  |
| 4    | Italien                | 4.512  |
| 5    | Schweiz                | 2.940  |
| 6    | Deutschland            | 2.327  |
| 7    | Vereinigte Staaten     | 2.154  |
| 8    | Schweden               | 1.095  |
| 9    | Kanada                 | 744    |
| 10   | Slowenien              | 700    |
| 11   | Russland               | 358    |
| 12   | Finnland               | 202    |
| 13   | Kroatien               | 195    |
| 14   | Vereinigtes Königreich | 115    |
| 15   | Slowakei               | 108    |
| 16   | Tschechien             | 87     |
| 17   | Japan                  | 17     |
| 18   | Ungarn                 | 9      |
| 19   | Polen                  | 8      |
| 20   | Lettland               | 5      |
| 21   | Argentinien            | 2      |

| Rang | Land                   | Punkte |
| ---- | ---------------------- | ------ |
| 1    | Österreich             | 4.787  |
| 2    | Schweiz                | 4.258  |
| 3    | Italien                | 4.255  |
| 4    | Vereinigte Staaten     | 3.077  |
| 5    | Schweden               | 2.432  |
| 6    | Frankreich             | 2.130  |
| 7    | Deutschland            | 1.639  |
| 8    | Kanada                 | 1.382  |
| 9    | Norwegen               | 1.096  |
| 10   | Slowakei               | 1.033  |
| 11   | Liechtenstein          | 1.016  |
| 12   | Slowenien              | 922    |
| 13   | Tschechien             | 572    |
| 14   | Ungarn                 | 213    |
| 15   | Japan                  | 58     |
| 16   | Russland               | 15     |
| 17   | Vereinigtes Königreich | 12     |
| 18   | Monaco                 | 11     |
| 19   | Serbien                | 6      |
| 19   | Argentinien            | 6      |

## Saisonverlauf

### Verletzungen
Titelverteidigerin Anna Fenninger musste die ganze Saison auslassen, nachdem sie wenige Tage vor dem Beginn der Saison in Sölden beim Training zu Sturz kam und sich schwer am Knie verletzte, außerdem hatte sich Tina Maze zu einer Rennpause entschieden.
Der Kanadier Dustin Cook kam am 21. Oktober bei Trainings im Pitztal schwer zu Sturz; seine Verletzungen waren derart, dass er für die gesamte Saison ausfiel; er kehrte erst wieder am 23. Oktober in den Weltcup zurück, konnte sich aber beim Riesenslalom in Sölden mit Rang 63 nicht für den zweiten Lauf qualifizieren.
Während des Weltcups verletzten sich bereits am 12. Dezember sowohl Mikaela Shiffrin (vor dem Start) als auch Sara Hector (während des ersten Durchganges) im Riesenslalom in Åre, was für die Schwedin das Saisonende bedeutete. Demgegenüber konnte Shiffrin früher als erwartet, u. zw. schon am 15. Februar, erfolgreich mit dem Sieg im Slalom von Crans-Montana in den «Weltcup-Zirkus» zurückkehren, doch war damit der neuerliche Gewinn des Slalom-Weltcups unmöglich geworden. Aufgrund von Verletzungen mussten in weiterer Folge die bis dahin in der Gesamtwertung führenden Skifahrer aufgeben. Bei den Männern stürzte der Norweger Aksel Lund Svindal am 23. Januar 2016 bei der Abfahrt von Kitzbühel und musste daraufhin die Saison vorzeitig beenden. Er war bis dahin über 100 Punkte vor dem später siegreichen Österreicher Marcel Hirscher gelegen, dem damit der fünfte Gesamtsieg in Folge gelang. Bei den Damen gab die US-Amerikanerin Lindsey Vonn am 2. März 2016, acht Rennen vor Schluss, ihren Ausstieg bekannt. Sie hatte sich beim vorangegangenen Super-G in Soldeu bei einem Sturz verletzt und bis dahin 28 Punkte Vorsprung vor der zweitplatzierten Schweizerin Lara Gut gehabt. Auch Ted Ligety war nach einer Trainingsverletzung im Januar zu einem vorzeitigen Saisonende gezwungen. Beim Damen-Finalslalom in St. Moritz am 19. März zog sich Nastasia Noens im 2. Durchgang einen Kreuzbandriss zu, der sie bis Mitte Dezember 2016 ausfallen ließ, als sie auf internationaler Ebene in einem Europacupslalom in Andalo wiederum an den Start ging.

### Absagen/Verschiebungen
Das letzte Januar-Wochenende brachte witterungsbedingt Annullierungen und Absagen und damit Verschiebungen: In Maribor war im ersten Slalomdurchgang nach 25 Läuferinnen Schluss. Das Warmwetter ließ die Piste brechen, die Fahrerinnen wurden in den großen Löchern hin- und hergeschleudert. Zu diesem Zeitpunkt führte Wendy Holdener vor Šárka Strachová. Eigentlich hatten sich die Fahrerinnen schon vor dem Start mehrheitlich für eine Nicht-Durchführung ausgesprochen. In Garmisch-Partenkirchen konnte der Herren-Riesenslalom nicht gefahren werden.

Die dadurch bedingten Verschiebungen und auch die übrigen Absagen/Verschiebungen sind in den tieferstehenden Ausführungen zu "Podestplatzierungen Herren" bzw. "Podestplatzierungen Damen" exakt angeführt.

### Karriereende
| Herren - Reinfried Herbst - Wolfgang Hörl - Florian Scheiber - Robbie Dixon - Morgan Pridy - Conrad Pridy - Ondřej Bank - Cyprien Richard - Massimiliano Blardone - Siegmar Klotz - Silvano Varettoni - Marvin van Heek - Espen Lysdahl - Matic Skube - Marc Berthod - Markus Vogel - Axel Bäck - Markus Larsson - Will Brandenburg - Tim Kelley - Marco Sullivan | Damen - Stefanie Moser - Marie-Pier Préfontaine - Larisa Yurkiw - Anémone Marmottan - Barbara Wirth - Camilla Borsotti - Sabrina Fanchini - Daniela Merighetti |